# مناره گلپایگان
مناره شهر گلپایگان از بلند ترین مناره های‌ قرن پنجم هجری قمری است. مناره گلپایگان که به آن «میل گلپایگان» نیز گفته می‌شود در خیابان امام خمینی، سه راه آیت طالقانی و روبروی پارک فانوس قرار دارد.

## ساختار مناره
منار گلپایگان دارای دو در است و در درون آن پلکانی تعبیه شده‌است. قسمت‌های پایین و بالای مناره مرمت گردیده و دارای کتیبه آجری است که این کتیبه به خط کوفی نوشته شده و فاقد تاریخ می‌باشد و متن کتیبهٔ آن از آیه‌های قرآن است.
این مناره با قدمتی ۱۰۰۰ ساله در برابر عوامل طبیعی (زلزله، باد، باران، سرما و گرما) سرفراز برجای مانده‌است و از جمله بلندترین مناره‌های ایران می‌باشد.این بنا در سال ۱۳۱۷ مرمت شده و در تاریخ ۲۸ خرداد ۱۳۱۵، با شماره ۲۵۰ جزو آثار ملی ایران به ثبت رسیده است. نخستین عکس‌های این بنا در دهه ۲۰ توسط پروفسور آرتور آپهم پوپ گرفته شده است.
دو راه پله دارد که به‌صورت دورانی با ۶۴ پله به بالای مناره می‌توان صعود کرد.
این مناره از زمان سلجوقیان می‌باشد که ساختمان آن را احتمالاً با ساختمان مسجد جامع و بازار چهارسوق همزمان می‌دانند. تا حدود چهل سال قبل، اطراف آن خرابه و چاله چوله بود که مردم گاهی از آنجا خاک می‌بردند و قطعه‌های ظروف سفالین شکسته نیز دیده می‌شد و آن محل را چاله‌های پامناره می‌گفتند. در محل منار گلپایگان جای خندقی هم بود که یک قسمت آن را برای زمین ورزش صاف کرده بودند ولی اکنون فقط چند متری اطراف مناره را حصار نموده‌اند.

## اشعار نوشته شده در مناره
گفته می‌شود این مناره برای راهنمایی کاروانیان بوده و بالای آن چراغ نصب می‌کرده‌اند و در جنوبی چهارسوق از جلوی مناره شروع می‌شده‌است.
فعلاً خیابان، گودتر از سطح پای مناره و بازار چهارسوق است. در داخل منار و بالای راه پله‌ها در میان اشعار و یادگاری‌های نوشته شده، این شعر هم دیده می‌شود:
منار است و نشان باستان است
چه تاجی بر سر گلپایگان است.
دریغا کاین نشان آسمانی
که… بر زمین و سر بر آسمان است.
زیر این شعر امضاء شده بود: «سید علی آقا ابطحی اهل گوگد و ساکن تهران»

## شیرهای مناره
دو شیر قبلاً در محل پاشیرا نزدیک مقبره باباعبدالله در کنار جاده قافله و ابتدای کوچه حکومتی بودند. میدان پاشیرا نسبتاً وسیع و دکه بازی و ورزش بچه‌های محل بود و براین شیرها که وسیله سرگرمی بچه‌ها بود سوار می‌شدند و بازی می‌کردند. بعد از خیابان کشی چون خیابان چند متری از جاده قافله فاصله پیدا کرد و زمین‌های اطراف پاشیرا را با قسمتی از جاده قدیم به مالکین آن حدود دادند و میدان پاشیرا را هم گودبرداری نمودند که رختشوی خانه بسازند. شیرهای سنگی را با تخته و گرده چوب و غلتک که بوسیله دو گاو نر کشیده می‌شد، تک تک به پای مناره منتقل کردند. 
از دو شیر سنگی امروز، یکی تنها شده و در زیر سایه مناره سلجوقی در فراق دوست بسر می‌برَد. یکی از شیرها را چند سال قبل دزدیدند و الان تنها یک شیر در پای منار است.  
این سوال باقیست که چه طور شیر سنگی‌ای  که با غلتک و  گاو نر آورده شده بود، در روز روشن با جرثقیل و در نزدیکی کلانتری شهر  به سرقت رفته است. 